# Chongmin (sockenhuvudort i Kina, Jilin Sheng, lat 42,73, long 129,60)
Chongmin är en sockenhuvudort i Kina. Den ligger i provinsen Jilin, i den nordöstra delen av landet, omkring 380 kilometer öster om provinshuvudstaden Changchun. Antalet invånare är 5 556. Befolkningen består av 2 656 kvinnor och 2 900 män. Barn under 15 år utgör 6,0 %, vuxna 15-64 år 80 %, och äldre över 65 år 12,0 %.
Runt Chongmin är det ganska tätbefolkat, med 67 invånare per kvadratkilometer. Närmaste större samhälle är Longjing, 15,1 km väster om Chongmin. I omgivningarna runt Chongmin växer i huvudsak lövfällande lövskog.
Genomsnittlig årsnederbörd är 967 millimeter. Den regnigaste månaden är juli, med i genomsnitt 216 mm nederbörd, och den torraste är januari, med 9 mm nederbörd.